# هاريس جونز
هاريس جونز (بالألمانية: Harris Johns)‏ هو منتج أسطوانات وملحن وموسيقي ألماني، ولد في القرن العشرين في برلين في ألمانيا.

## وصلات خارجية
- هاريس جونز على موقع ميوزك برينز (الإنجليزية)
- هاريس جونز على موقع أول ميوزيك (الإنجليزية)
- هاريس جونز على موقع أول ميوزيك (الإنجليزية)
- هاريس جونز على موقع ديسكوغز (الإنجليزية)

لم يتم العثور على روابط لمواقع التواصل الاجتماعي.